# Hidrofluorocarburo

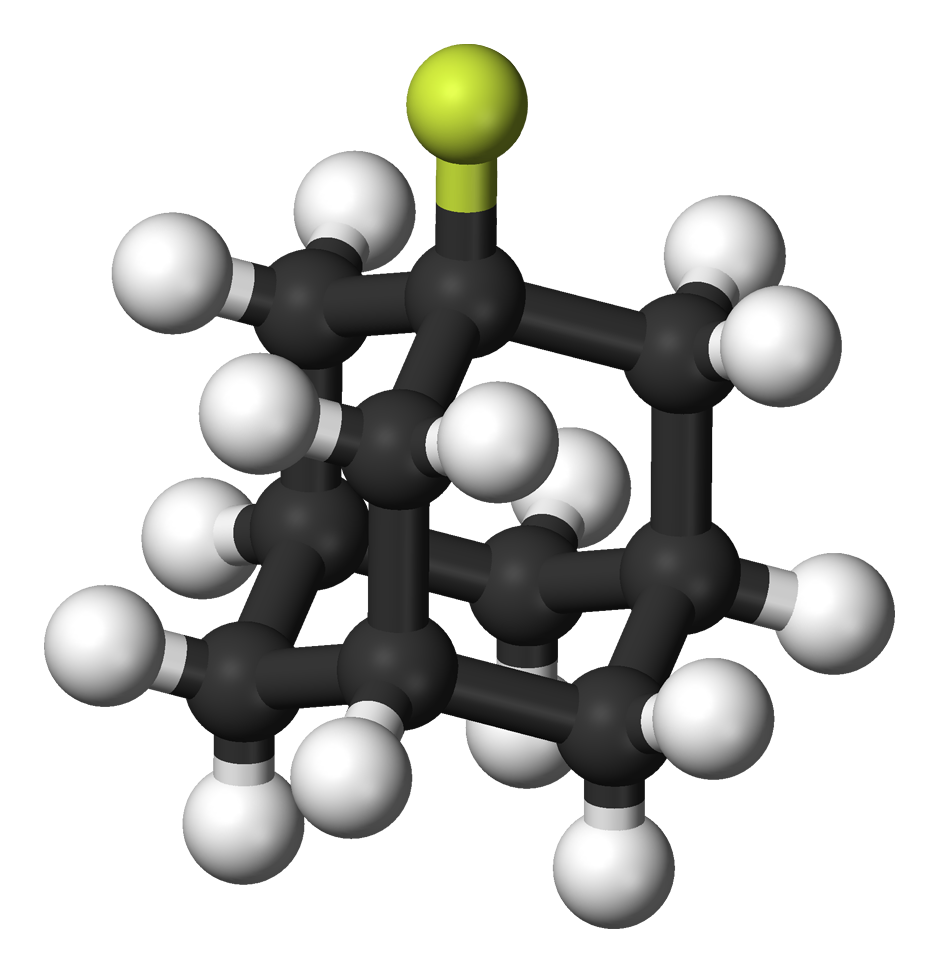
Modelo de bolas y palos de la molécula de 1-fluoroadamantano, un derivado fluorado del adamantano.

Los hidrofluorocarburos o hidrofluorcarbonos (HFC) son compuestos organofluorados comunes. Se trata de sustancias sintéticas compuestas principalmente por átomos de hidrógeno y flúor, generalmente incoloros e inodoros a temperatura ambiente. Fueron utilizados para sustituir a otros gases, como los halocarburos (CFC y HCFC [refrigerantes de primera y segunda generación]), que afectan a la capa de ozono. Sin embargo, al igual que los otros gases usados como sustitutos, p. ej., los perfluorocarburos (PFC) y el hexafluoruro de azufre (SF6), tienen más potencial de calentamiento, siendo los HFC considerados gases de efecto invernadero (GEI).